# Epik
Epik är, tillsammans med lyrik och dramatik, en av de tre klassiska litteraturgenrerna. Den har anor från forntiden och antiken. Epik är detsamma som berättande litteratur, till skillnad från lyrik, som är en enskild människas subjektiva beskrivning av något, och dramatik som är avsedd att framföras av skådespelare snarare än att återberättas ordagrant eller läsas i enskildhet. Till epiken hör romaner och noveller.

## Historia
Den äldsta epiken tillhör genren epos, längre berättande verk på vers. Dessa förmedlades ursprungligen muntligt. Till de allra äldsta räknas Mahabharata från forntida Indien och Gilgamesheposet från Assyrien. Från det antika Grekland finns eposen Iliaden och Odysséen bevarade. Det var när man talade om de grekiska eposen som orden epos och epik fick sin innebörd. Det grekiska ordet epos betyder ord och pluralformen epoi kom att beteckna genren. I svenskan används epos för den antika genren och det avledda ordet epik för den litterära huvudgenren.
Världens längsta epos i sammanhängande form är det iranska nationaleposet, Kungaboken (persiska: Shahnameh), författat av den medeltida diktaren Ferdousi.
Under senmedeltiden och renässansen började epik skrivas på prosa.

## Epikgenrer

### Epos
- Nationalepos

### Roman
- Bildningsroman
  - Künstlerroman
  - Universitetsroman
- Brevroman
- Dagboksroman
- Pikareskroman
- Äventyrsroman
  - Riddarroman
- Kriminalroman
- Thriller
- Historisk roman

### Kortprosa
- Berättelse
  - Historiett
- Fabel
- Kortroman
- Krönika
- Legend
- Miniatyr
- Myt
- Novell
  - Novellett
- Parabel
- Saga
- Skiss